# Torneio Rio-Manaus de Showbol
O Torneio Rio-São Paulo de Showbol é uma competição interestadual de showbol realizada pela Showbol Brasil - entidade que promove os torneios nacionais desta categoria.
Teve uma única edição, em 2012, quando participaram 4 times cariocas (Flamengo, Fluminense, Vasco e Botafogo) e 2 times locais (Rio Negro e São Raimundo), sendo que os clubes de Manaus acabaram sendo rapidamente eliminados, e a final, realizada entre dois cariocas. O Fluminense derrotou o Flamengo e sagrou-se campeão da competição.